# Traíd
Traíd ist ein Ort und eine Gemeinde (municipio) mit 19 Einwohnern (Stand: 2024) im Osten der Provinz Guadalajara in der Autonomen Gemeinschaft Kastilien-La Mancha in Zentralspanien. 

## Lage und Klima
Traíd liegt im Iberischen Gebirge in einer Höhe von 1375 m. Die Entfernung zur westlich gelegenen Provinzhauptstadt Guadalajara beträgt ca. 85 Kilometer (Fahrtstrecke). Das Klima ist warm und gemäßigt; pro Jahr fallen 585 mm Niederschlag.

## Bevölkerungsentwicklung
| Jahr      | 1960 | 1970 | 1981 | 1991 | 2001 | 2011 | 2021 |
| Einwohner | 378  | 178  | 52   | 66   | 60   | 35   | 27   |

## Sehenswürdigkeiten
- Marienkirche